# تنين الماء الصيني
تنين الماء الصيني (الاسم العلمي: Physignathus cocincinus) هو نوع من السحالي الحرذونية، موطنه جنوب الصين وجنوب شرق آسيا .  يُعرف عادةً باسم تنين الماء الصيني،   أو تنين الماء الهندو صيني ،   أو تنين الماء الآسيوي،    أو تنين الماء التايلاندي،  أو تنين الماء الأخضر.  
تنانين الماء الصينية هي سحالي نهارية كبيرة تتكيف مع الغابات شبه الاستوائية الكثيفة المليئة بالجداول غير الملوثة. هي كائنات شبه شجرية، تستقر في الليل على الأغصان المطلة على الجداول، والتي توفر طريقًا للهروب إذا تعرضت للإزعاج. تشكل المفصليات المصدر الرئيسي لغذائهم، على الرغم من أن الديدان والقواقع والفقاريات والنباتات تشكل أيضًا جزءًا كبيرًا من نظامها الغذائي.
الذكور يحمون ترابهم من بعضهم البعض ويظهرون سمات دفاعية مثل العرف والذقن. الإناث تبيض وتتكاثر جنسياً في البرية، رغم أنها قادرة على التوالد العذري . يرتبط تنين الماء الصيني بالسحالي الأسترالية في فصيلة تنانين سوطية الذيل الفرعية مثل التنين المائي الأسترالي الذي يشبهه تشريحياً وبيئياً إلى حد كبير لدرجة أنه تم وضعه (بشكل خاطئ) في نفس الجنس.
تزدهر أعداد كبيرة من هذه الحيوانات البرية التي تم إدخالها إلى هونج كونج وتايوان بكثافة على الرغم من الإجراءات المضادة التي اتخذت في المنطقة. كما أن أعدادهم مستقرة (رغم أنها ليست منتشرة على نطاق واسع) في المناطق المحمية في تايلاند. ومع ذلك شهدت أعداد تنانين الماء الصينية انخفاضًا حادًا في العقود الأخيرة في بقية موطنها الأصلي. تم إدراجها ضمن الأنواع المعرضة لخطر الانقراض في المستقبل، بناءً على الاتجاهات الحالية.
التهديد الأكبر الذي يواجه هذا النوع هو الإفراط في صيد الحيوانات من أجل لحومها وتجارة الحيوانات الأليفة . إن لحومها مطلوبة بشدة في فيتنام ، كما أن تتعرض للصيد من أجل تربيتها كحيوانات أليفة نظرا لمظهرها الجذاب. يتم بيع تنانين الماء الصينية التي يتم صيدها كحيوانات أليفة في الأسواق المحلية والدولية بشكل شرعي أو غير شرعي. ويبلغ عدد الصادرات السنوية إلى الاتحاد الأوروبي والولايات المتحدة عشرات الآلاف، وكلها مأخوذة من مجموعات برية. يشكل فقدان الموائل مصدرا آخر للضغط، حيث يتم تحويل الغابات الواقعة على ضفاف الأنهار إلى أراض زراعية أو تخضع للقطع غير القانوني للأشجار وغير ذلك من الأنشطة البشرية.

## التصنيف

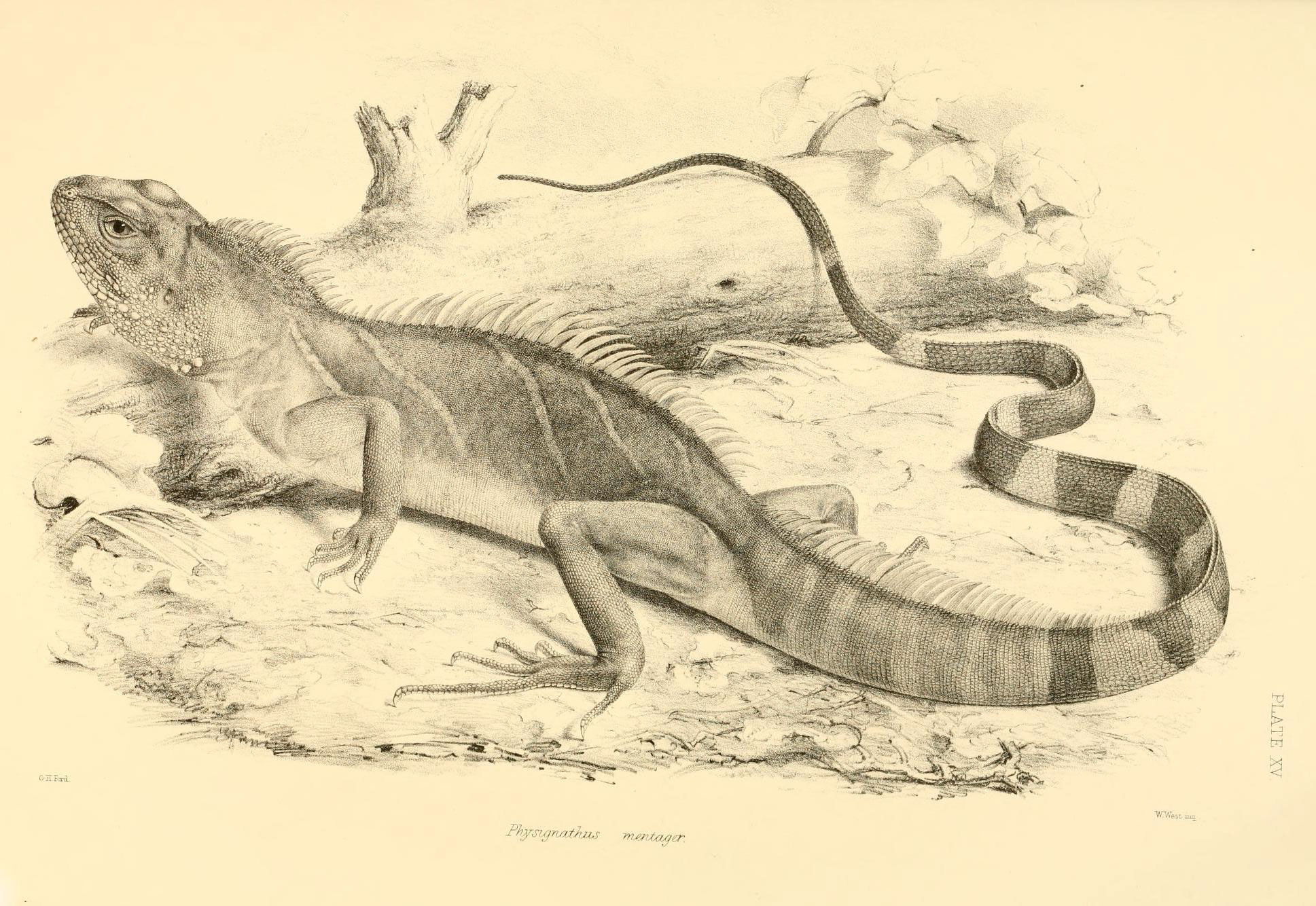
رسم توضيحي من عام 1864

تم وصف النوع والجنس لأول مرة بواسطة جورج كوفييه في عام 1829.  من المرجح أن تكون التهجئة الأصلية لكوفييه، "فيهيجنات، لنا كوسينسينوس" خطأً مطبعيًا، حيث أن أنلقب "كوسينسينوس" مشتق من المصطلح الفرنسي "كوكسينين"، وهي تسمية منطقة كوتشي-الصين ( اسم أجنبي لفيتنام). 
خلال القرنين التاسع عشر والعشرين، تم إحصاء العديد من الأنواع الأخرى من سحالي الأجاميد في جنس كوفييه فيزيناثوس . وقد تم إعادة تصنيفها إلى أجناس منفصلة، مما يترك فيزيناثوس مع النوع الأصلي فقط. على سبيل المثال، كان تنين الماء الأسترالي ( إنتيلاغاما ليسويوري) معروفًا باسم فيزيناثوس ليسويوري معظم تاريخه. 
وفقًا لمعظم التحليلات الجينية، فإن فيزينثوس كوسينسينوس هو التصنيف الشقيق أو النوع الأكثر أساسية (الأقدم تفرعًا) من الفصيلة الفرعية تنانين سوطية الذيل.     جميع الأمفيبولورينات الأخرى موطنها الأصلي أستراليا أو غينيا الجديدة، بما في ذلك التنانين الملتحية، والسحلية المزركشة، والشيطان الشائك، وتنين الماء الأسترالي، وغيرها. أشارت دراسة أجريت عام 2000 إلى أن انحرف عن أمفيبولورينات أسترالاسيا منذ ما يصل إلى 120 مليون سنة،  على الرغم من أن الدراسات اللاحقة تدعم تباعدًا أكثر حداثة، منذ حوالي 30 مليون سنة.  

## وصف
تُعد تنانين الماء الصينية من السحالي الكبيرة والقوية، ويُلاحظ أن الذكور البالغة قد تصل إلى طول إجمالي يبلغ نحو 90 سنتيمترًا (3.0 أقدام)، بما في ذلك الذيل، الذي يُشكّل أكثر من 70٪ من إجمالي طول الجسم. يبلغ طول الخطم حتى فتحة المجمع، باستثناء الذيل، حوالي 25 سنتيمترًا (9.8 بوصات) لدى الذكور، ونحو 20 سنتيمترًا (7.9 بوصات) لدى الإناث.
يتسم كل من الجسم والذيل ببنية ممدودة ومضغوطة (أطول من العرض)، في حين تتميز الأطراف بأنها طويلة وعضلية، وتنتهي بخمسة مخالب حادة. ويظهر لدى كلا الجنسين صف من القشور المتضخمة يمتد على طول العمود الفقري، مكوِّنًا حافة ظهرية واضحة. تكون طبلة الأذن مكشوفة جزئيًا، مع تغطية جزئية لحافتها بواسطة القشور.
كما يوجد صف مميز يتألف من ثماني إلى تسع قشور كبيرة بيضاء تشبه الصفائح، يقع على طول حافة الفك السفلي أسفل الشفة السفلى، ويُعرف باسم صف القشور في الشفة السفلية.

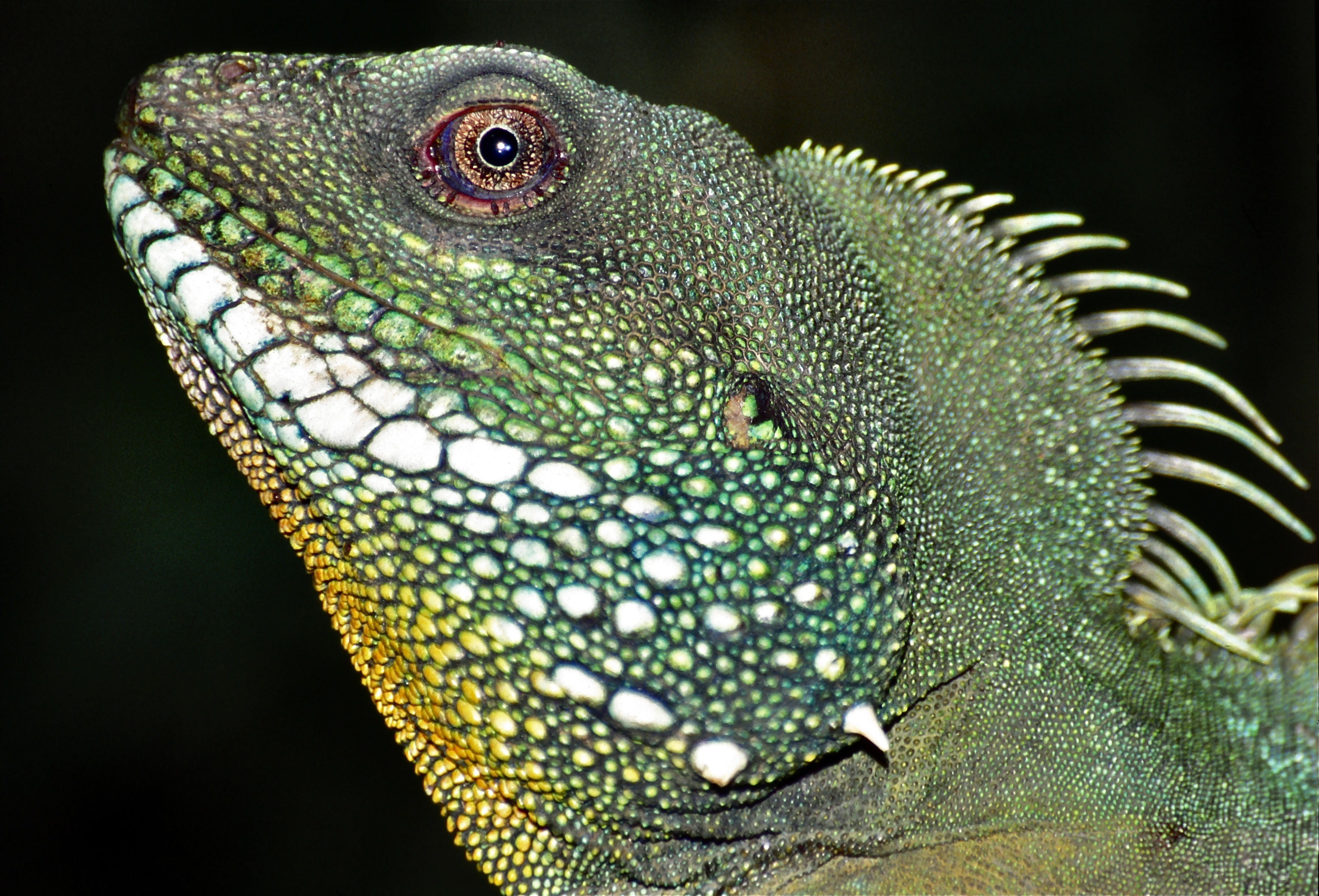
رأس ذكر بالغ في منتزه خاو ياي الوطني، تايلاند

تظهر تنانين الماء الصينية ازدواجية جنسية، فالذكور أثقل وزنًا (حتى 0.6 كجم) كجم أو 1.3 (رطل) وتتمتع بميزات عرض بارزة. يمتد تاج مقوس على طول الجزء الخلفي من الرقبة إلى الظهر، ويوجد تاج منخفض آخر عند قاعدة الذيل. الرأس أكبر وأكثر مثلثية، في حين أن الخدين منتفختان على شكل خدود ذات درنات شاحبة (قشور مدببة بارزة). لا يوجد ندبة على عكس السحالي والإغوانا . لدى الذكور سلسلة وظيفية من المسام الفخذية على الجانب السفلي من الفخذ، بينما في الإناث تكون هذه المسام أكثر بقليل من انبعاجات دقيقة. تصل الإناث إلى الحد الأقصى للوزن 0.25 كـغ (0.55 رطل) ، مع رأس أصغر وقمة أقل.  
عادة ما يكون اللون عبارة عن لون الأخضر ساطع مظلل، كما يمكن أن تأخذ لونًا بنيًا أو رماديًا عندما تتعرض للتوتر. في الصغار، يكون الجسم مزينًا بخطوط قطرية خضراء أو فيروزية نابضة بالحياة، وقد تتلاشى هذه الخطوط مع النضج. يتم تزيين معظم الذيل بأشرطة سميكة متناوبة من اللون الأخضر الفاتح والبني الداكن. في بعض الأفراد، يمتد خط داكن بين العين والأذن. في معظم المناطق يكون الجزء السفلي شاحب اللون، ولكن الحلق يأخذ لونًا أكثر لونًا من الأصفر أو البرتقالي، وخاصة عند الذكور البالغين. قد تكتسب القشور الموجودة على الخد والفك السفلي لونًا أزرق أو ورديًا عند البالغين.  

## توزيع

### الموطن الأصلي
تتواجد تنانين الماء الصينية في الغابات شبه الاستوائية في جنوب الصين (مقاطعات قوانغدونغ وقوانغشي ويوننان ) وجنوب شرق آسيا ( فيتنام ولاوس وأجزاء من كمبوديا وشرق تايلاند ).    هناك أيضًا تقارير غير مؤكدة  من ميانمار . 

### الاستقدام

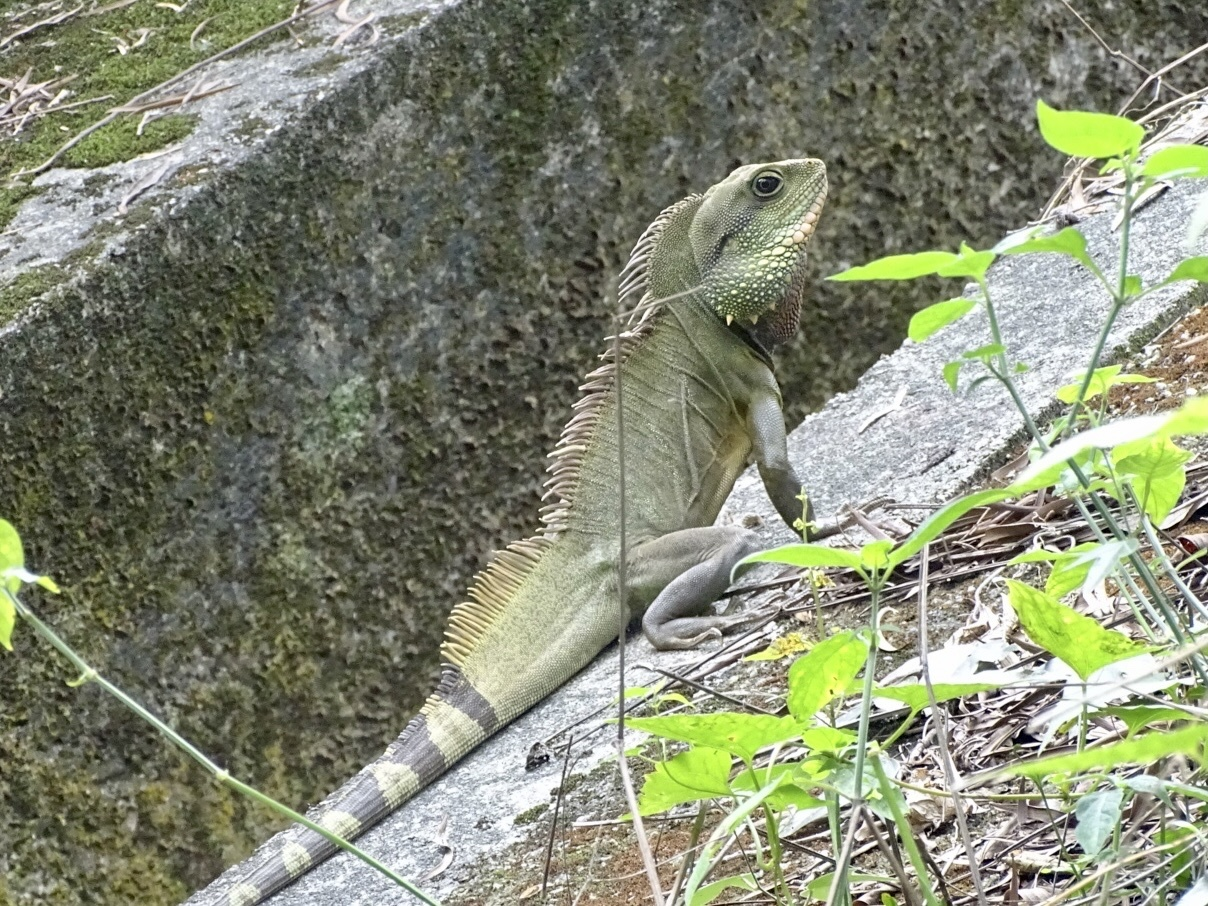
في منتزه ليون روك الريفي في هونغ كونغ

تم استقدام مجموعة من تنانين الماء الصينية في هونج كونج، غالبا من خلال الحيوانات الأليفة التي تم إطلاقها في البرية. جاءت التقارير الأولى من جزيرة تسينغ يي في عام 2004،  منذ عام 2010، تم استقدام مجموعة تكاثر أخرى في مدينة تايبيه الجديدة بتايوان. تم إعدام المئات من السحالي في الفترة من 2013 إلى 2017 بسبب المخاوف بشأن تأثيرها على الحياة البرية التايوانية الأصلية.  تم الإبلاغ أيضًا عن أفراد تم استقدامها (ولكن ليس مجموعات التكاثر) لماليزيا وفلوريدا. 

### الموطن
تتواجد تنانين الماء الصينية بشكل شائع في الغابات الكثيفة المغلقة دائمة الخضرة على طول ضفاف مجاري المياه العذبة.   يعيشون في مناخ رطب مع فصول معتدلة حيث متوسط مستويات الرطوبة يتراوح بين 40-80٪ ودرجات الحرارة تتراوح بين 80–90 °ف (27–32 °م) . على الرغم من انتشارهم الواسع في جنوب شرق آسيا، فإن تنانين الماء الصينية هي نوع مقيد جغرافيًا.  يمكن العثور عليها بين ارتفاعات تتراوح بين حوالي 50 و 820 متر (160 و 2,690 قدم) ، على الرغم من أن كثافتها ووفرتها تنخفض بشدة فوق حوالي 270 متر (890 قدم) .   
على الرغم من تفضيلها للموائل غير المضطربة، فإن تنانين الماء الصينية شائعة في الحدائق الحضرية في هونج كونج. ومع ذلك، فإنهم يفضلون الصخور الضخمة على ضفاف النهر، والأشجار الطويلة، والغطاء الشجري الأكثر كثافة. جميع الأفراد الذين تم أخذ عينات منهم لديهم مجاري مائية داخل أراضيهم، إلا أن أقل من نصف التسجيلات تتوفر على مقربة شديدة (<5 أمتار) من مجرى مائي. يفضل الذكور الدفاع عن الجداول الواسعة أو العميقة بينما تحتل الإناث أراضي أكثر جفافًا. تعد الصخور والهياكل الخرسانية أماكن مرغوبة للاستمتاع بأشعة الشمس. يتم تجنب البساتين ، لأنها لا تقدم أي فوائد للحماية (مقارنة بالغابات الكثيفة) أو الاحتفاظ بالحرارة (مقارنة بالخرسانة). 

## السلوك والبيئة

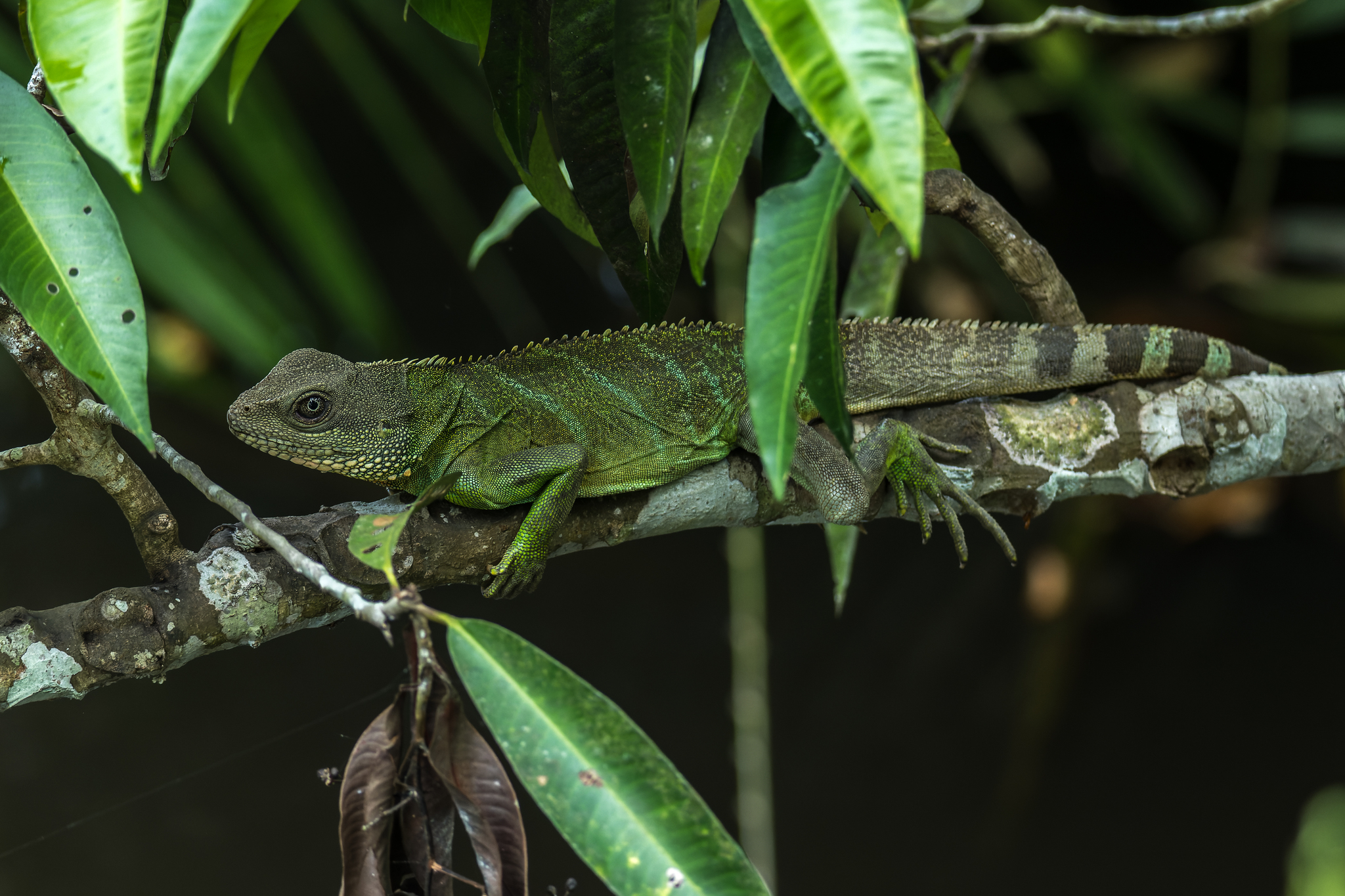
الاستراحة على غصن شجرة في منطقة باك تشونغ ، تايلاند

تعتبر تنانين الماء الصينية حيوانات نهارية (نشطة خلال النهار) وتبحث عن الفرائس داخل مناطق صغيرة في الصباح وفي منتصف النهار. كما أنها شبه شجرية (تقضي معظم وقتها في الأشجار أو النباتات). يميل الذكور البالغون على وجه الخصوص إلى الراحة أثناء الليل على أغصان الأشجار المطلة على الجداول. إذا تعرض تنين الماء الصيني للتهديد، فإنه يقفز أو يركض إلى أقرب مجرى مائي ويسبح إلى بر الأمان أو يظل مغمورًا لمدة تصل إلى 90 دقيقة.   
في هونغ كونغ، يبلغ متوسط مساحة المنطقة حوالي 1800 متر مربع، مع نطاق يومي صغير يبلغ حوالي 5 أمتار في المتوسط. لا تتداخل أراضي الذكور عمومًا مع بعضها البعض، مما يدل على أن الذكور أكثر إقليمية من الإناث. ويبدو أن أنماط الحركة والمدى متشابهة بين الصيف الحار والرطب والشتاء البارد والجاف نسبيًا، على عكس معظم الزواحف شبه الاستوائية الأخرى. قد يكون هذا نتيجة غير مقصودة باعتبار أن موسم الجفاف في هونج كونج خلال فترة الدراسة (2015-2016) كان دافئًا ورطبًا بشكل غير عادي.  إن ذكور التنانين المائية الأسيرة عدوانية جدًا اتجاه بعضها البعض بينما الإناث والصغار أكثر تسامحًا. 

### نظام عذائي
تعتبر تنانين الماء الصينية من الحيوانات آكلة اللحوم والنباتات، وتكمل نظامها الغذائي بسهولة بالخضراوات أو الفواكه غير السامة في الأسر. ومع ذلك، يتكون نظامهم الغذائي بشكل أساسي من الحشرات مع الفقاريات الصغيرة والبيض والقواقع في بعض الأحيان.   من المعروف أن تنانين الماء الصينية المستوردة إلى تايوان تتغذى على السحالي والضفادع والثعابين والفئران المحلية.  
وفقًا لمسح أُجري عام 2018 في وسط فيتنام، لا تزال تنانين الماء الصينية تعيش على مجموعة متنوعة من اللافقاريات الأرضية. يشكل النمل الأبيض، والنمل، والجنادب والصراصير ، وديدان الأرض، والعناكب جزءًا كبيرًا من النظام الغذائي، إلى جانب يرقات الحشرات، والقواقع، والعديد من الفرائس الأخرى. كان تناول المواد النباتية نادرًا جدًا بالنسبة لموضوعات هذه الدراسة،  على الرغم من أن روايات أخرى تشهد على أن النباتات تشكل جزءًا كبيرًا من النظام الغذائي في البرية. 

### التكاثر وتاريخ الحياة
تنين الماء الصيني يبيض ، حيث يضع من 5 إلى 16 بيضة مدفونة في ضفاف النهر الرملية بالقرب من نهاية الشتاء الجاف. تفقس البيض بعد شهرين أو ثلاثة أشهر في الجزء الأول من الصيف الممطر.   يتم الوصول إلى مرحلة النضج خلال السنة الأولى، ويبلغ طول الجيل حوالي 6 سنوات.  قد تتكاثر الإناث الأسيرة عدة مرات في السنة.  يبلغ متوسط العمر المتوقع لتنانين الماء الصينية الأسيرة الصحية ما بين 10 إلى 15 عامًا، على الرغم من أن بعضها قد يتجاوز العشرين عامًا.  
على الرغم من تكاثرها جنسيًا في البرية، إلا أن هناك حالة واحدة تم الإبلاغ عنها من التوالد العذري الاختياري في فرد أسير.   أنتجت أنثى مقيمة في حديقة حيوان سميثسونيان الوطنية ذرية قابلة للحياة في عامي 2016 و2018، إلى جانب عدد كبير من البيض غير المخصب وغير القابل للحياة. إن النسلين الباقيين على قيد الحياة متماثلان أو مختلفان في سبعة مواقع دقيقة محددة في الجينوم. ستكون هذه الحالة مستحيلة تقريبًا إذا كان الأمر يتعلق بالتكاثر الجنسي، حيث من المتوقع أن يكون عدد قليل على الأقل من المواضع الجينية السبعة متغايرة الزيجوت . فيزينثوس كوسينسينوس هو النوع الوحيد المعروف الذي يتكاثر عن طريق التوالد العذري، على الرغم من أن معدل الفقس المنخفض يشير إلى أن هذا حدث عرضي وليس استراتيجية تطورية متأصلة. 

## التهديدات والحفظ
على الرغم من وفرة التنين المائي الصيني محليًا في بعض المناطق، فإنه يواجه تهديدات مستمرة لا يمكن السيطرة عليها وانخفاضًا مطردًا في أعداده البرية. تم إدراجه على أنه معرض للخطر في قوائم الحفاظ الفيتنامية، ومهدد بالانقراض في تايلاند والصين.  على المستوى الدولي، صنفه الاتحاد الدولي لحفظ الطبيعة على أنه نوع معرض للانقراض منذ عام 2017.  وفقًا لمقترح عام 2022،  تم إدراج تنين الماء الصيني في الملحق الثاني لاتفاقية CITES (يتطلب تصريحًا معتمدًا من CITES للتصدير) منذ عام 2023.

### الدينامية
في أحد المواقع في كمبوديا، شهدت الأنواع انخفاضًا في أعدادها بنسبة 50% خلال 18 عامًا، في حين اعتبر تقدير عام 2007 أن إجمالي عدد هذ الكائن في فيتنام قد انخفض بنسبة 20% خلال العقد السابق.   وبناءً على هذه التقديرات، قد تنخفض أعداد الأنواع ككل بنسبة 30% كل 18 عامًا. 
أشارت دراسة استقصائية أجريت عام 2017 في مقاطعة ثوا ثين هوي في فيتنام إلى وجود ما يصل إلى 250 فردًا في المجموع في المواقع الـ 11 التي تم أخذ العينات منها (مجتمعة). وهذا أقل بكثير من العدد المتوقع أن يدعم التنوع الجيني على المدى الطويل بالنسبة للأنواع التي تقتصر على الموائل النهرية الضيقة. تظهر المواقع التي تم أخذ عينات منها في يونيو 2017 عددًا أقل قليلاً ونسبة أعلى من الإناث والأطفال دون سن البلوغ مقارنة بالمواقع نفسها في أبريل 2017. كان عدد البالغين غير شائع في كلا الشهرين بينما كان عدد الأحداث أكثر شيوعًا في أبريل، حيث نضجوا إلى مجموعة كبيرة من البالغين بحلول يونيو. توجد تنانين الماء الصينية في ثوا ثين هوي بكثافة متوسطة إلى عالية، تصل إلى 2.6 لكل 100 متر في أبريل 2017. 
لوحظت أنماط مختلفة إلى حد ما في مسح أجري في شمال فيتنام خلال الفترة 2014-2016. وفي المناطق المضطربة، توجد تنانين الماء الصينية بكثافة منخفضة للغاية (تصل إلى 0.17 لكل 100 متر في عام 2015)، ويشكل البالغون ما يصل إلى ثلث الساكنة. من المحتمل أن العديد من الأفراد الذين تم الإبلاغ عنهم سابقًا قد تم القضاء عليهم ، حيث لم يتم العثور على الأفراد في 8 من مقاطع مجرى النهر الخمسة عشر التي تم التحقيق فيها.  تتمتع االكائنات المستقدمة إلى هونج كونج بكثافة سكانية أعلى بكثير (حوالي 114 لكل 100 متر) من الساكنة الفيتناميين الأصليين. 

### الصيد وتجارة الحيوانات الأليفة

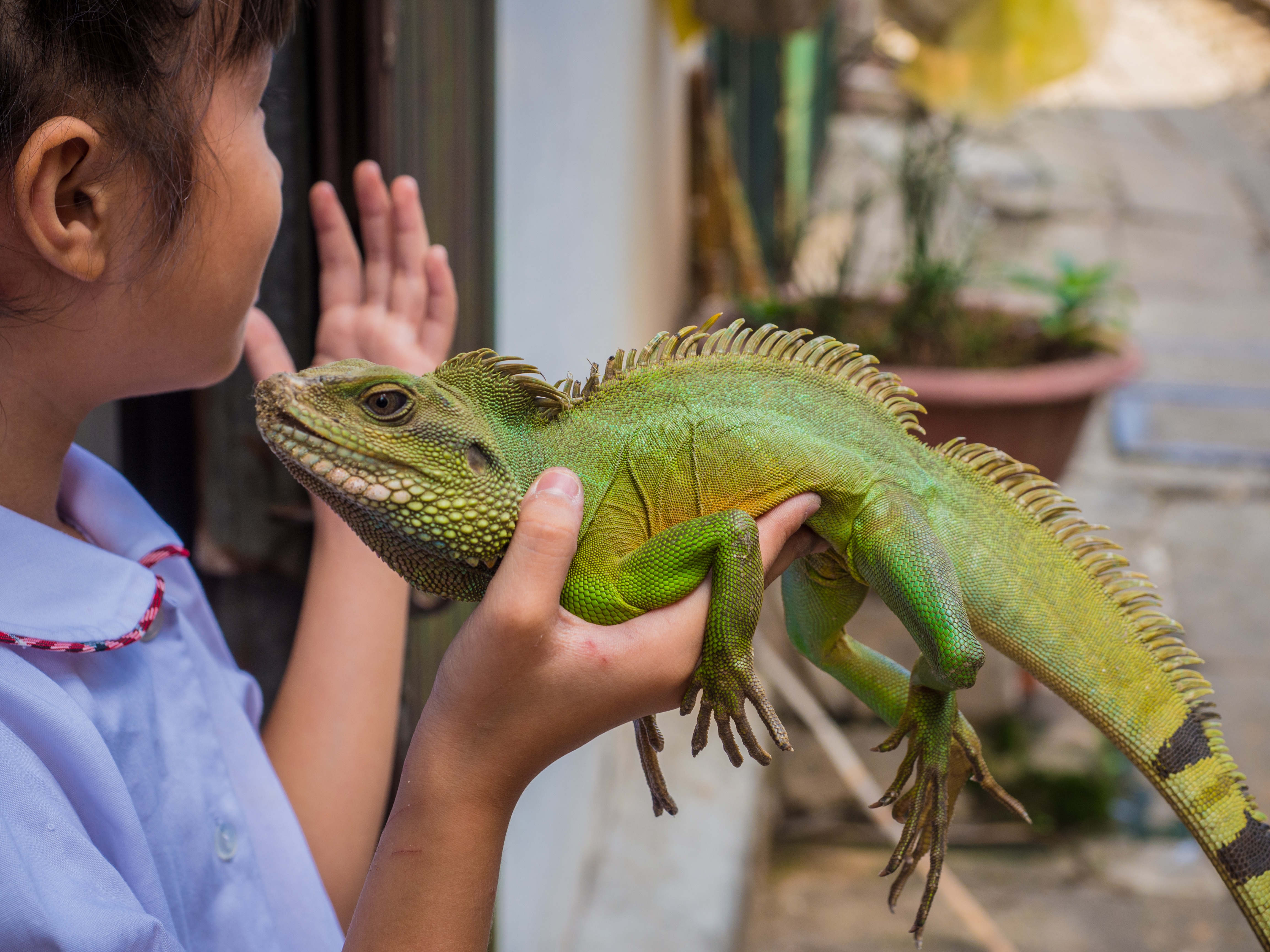
تنين مائي صيني أليف في هانوي ، فيتنام

أخطر التهديدات التي تواجه هذا النوع هو صيده للحصول على اللحوم وتجارة الحيوانات الأليفة .     وفقًا لسلسلة من المقابلات التي أجريت عام 2016 مع 21 مجموعة من الصيادين الريفيين، فإن تنانين الماء تشكل هدفًا متكررًا وسهلاً للفخاخ والجمع اليدوي في جميع أنحاء ثوا ثين هوي. يرتفع ضغط الصيد في شهري مايو ويونيو، مع إعطاء الأولوية للذكور البالغين بسبب حجمهم الكبير ومظهرهم اللافت. وهذا يتفق مع انخفاض نسبة الذكور البالغين الموجودة في شهر يونيو مقارنة بشهر أبريل. يتم بيع لحم تنين الماء عادةً للمطاعم المحلية، بينما يتم تخزين البيض في النبيذ الأرز لاستخدامه كدواء تقليدي .   كما يتم أيضًا تداول وتصدير الجلود. 

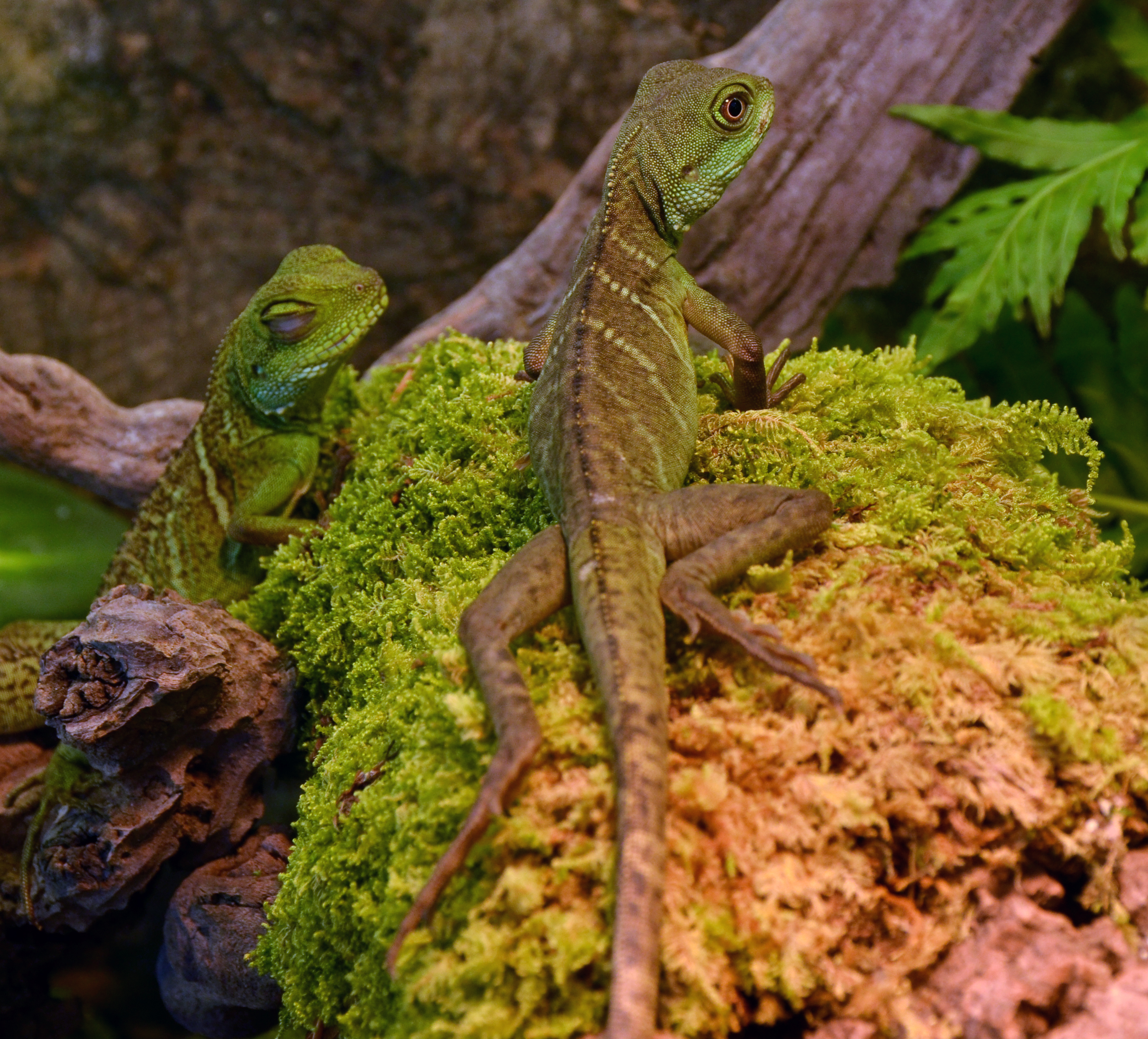
صغار الزواحف الأسيرة في معرض الزواحف في جنيف ، سويسرا

يتم اصطياد تنانين المياه البرية وبيعها كحيوانات أليفة على منصات التواصل الاجتماعي للعملاء الفيتناميين والأسواق الدولية في أوروبا والولايات المتحدة.  في فيتنام، يتم بيع حوالي خمسة أضعاف عدد تنانين الماء الصينية من أجل اللحوم مقارنة بتلك التي تباع كحيوانات أليفة.  بدأت الصادرات إلى أوروبا في عام 1975 وتسارعت في العقود الأخيرة.  من عام 2010 إلى عام 2018، تم تصدير ما معدله حوالي 7000 تنين مائي صيني حي سنويًا إلى الاتحاد الأوروبي . حوالي 89% من هذه الحيوانات جاءت من فيتنام، على الرغم من أن المعلومات المتوفرة عن إنتاجها (صيد بري أو تربية في الأسر) لا تتجاوز 13% من الصادرات المسجلة إلى أوروبا. 
وتظل الصادرات إلى الولايات المتحدة أعلى على الرغم من الانخفاضات الأخيرة بمعدل 81 ألف وحدة سنويا من عام 2002 إلى عام 2011، وحوالي 48 ألف وحدة سنويا من عام 2013 إلى عام 2017. تقريبا جميع تنانين الماء المصدرة إلى الولايات المتحدة هي فيتنامية الأصل. يتم صيد ما لا يقل عن 95% منها في البرية، في حين يتم تربية حوالي 3% منها في الأسر في فيتنام.  من المحتمل أن بعض الأفراد القادمين من فيتنام قد تم جمعهم بالفعل من دول أخرى، وذلك باستخدام موانئ فيتنام كمركز عبور.   إن التربية في الأسر هي استراتيجية قابلة للتطبيق ولكنها محدودة للحفاظ على الأنواع؛ حيث تتكاثر تنانين الماء الصينية بسهولة في الأسر، على الرغم من عدم تكاثرها بمعدل كافٍ لمواجهة الطلب.   لا يوجد دليل مباشر على أن برامج تربية الحيوانات في الأسر في فيتنام قيد التنفيذ، على الرغم من ادعاءات تصدير الحيوانات المرباة في الأسر. 

### فقدان الموائل
من بين التهديدات التي تواجه هذا الحيوان هو تدهور أو إزالة موائله مثل الجداول المشجرة التي تعتمد عليها تنانين الماء.   وفي ثوا ثين هوي، من المرجح أن يكون قطع الأشجار غير القانوني ومشروع بناء طريق سريع كبير مسؤولين جزئيا عن الخسائر في منطقتي نام دونج وأ لووي . تنتشر هذه الضغوط بشكل أقل في المرتفعات في منطقة فونج ديين ، والتي يبدو أنها لا تشهد نفس الدرجة من انخفاض أعداده.  كما أن قطع الأشجار وتوسيع البنية الأساسية الزراعية والسياحية يساهمان أيضًا في ندرة الموائل المناسبة في شمال فيتنام. وقد يشكل تعدين الفحم وتلوث المجاري المائية وتغير المناخ تهديدًا أيضًا للأنواع، كما ورد في التقارير عن الزواحف المماثلة بيئيًا في المنطقة، مثل سحلية التمساح الصينية.  
على الرغم من اسمه الشائع، فإن تنين الماء الصيني نادر للغاية في الصين، حيث يتعرض للتهديد بسبب بناء السدود بالإضافة إلى نفس الضغوط التي تتعرض لها في الفيتنام. تعتبر الموائل غير المطورة بشكل مناسب غير شائعة في كمبوديا ولاوس. إن تنانين الماء الصينية القليلة الموجودة في تايلاند مستقرة ووفيرة محليًا بفضل اصطفاف نطاقها مع المناطق المحمية مثل منتزه خاو ياي الوطني ومنتزه نامتوك فليو الوطني .  

## معرض الصور

### الأفراد البرية

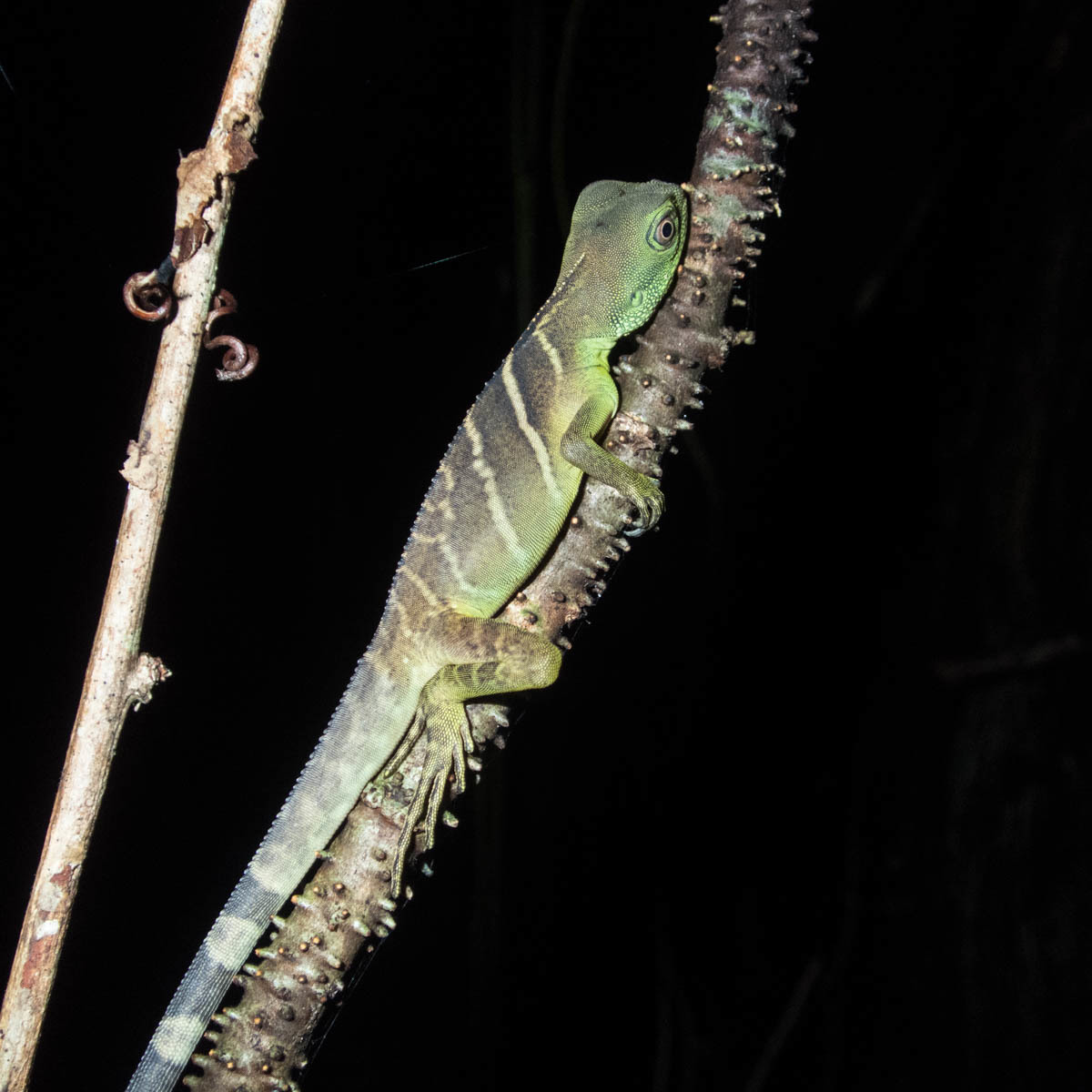
قاصر في كمبوديا
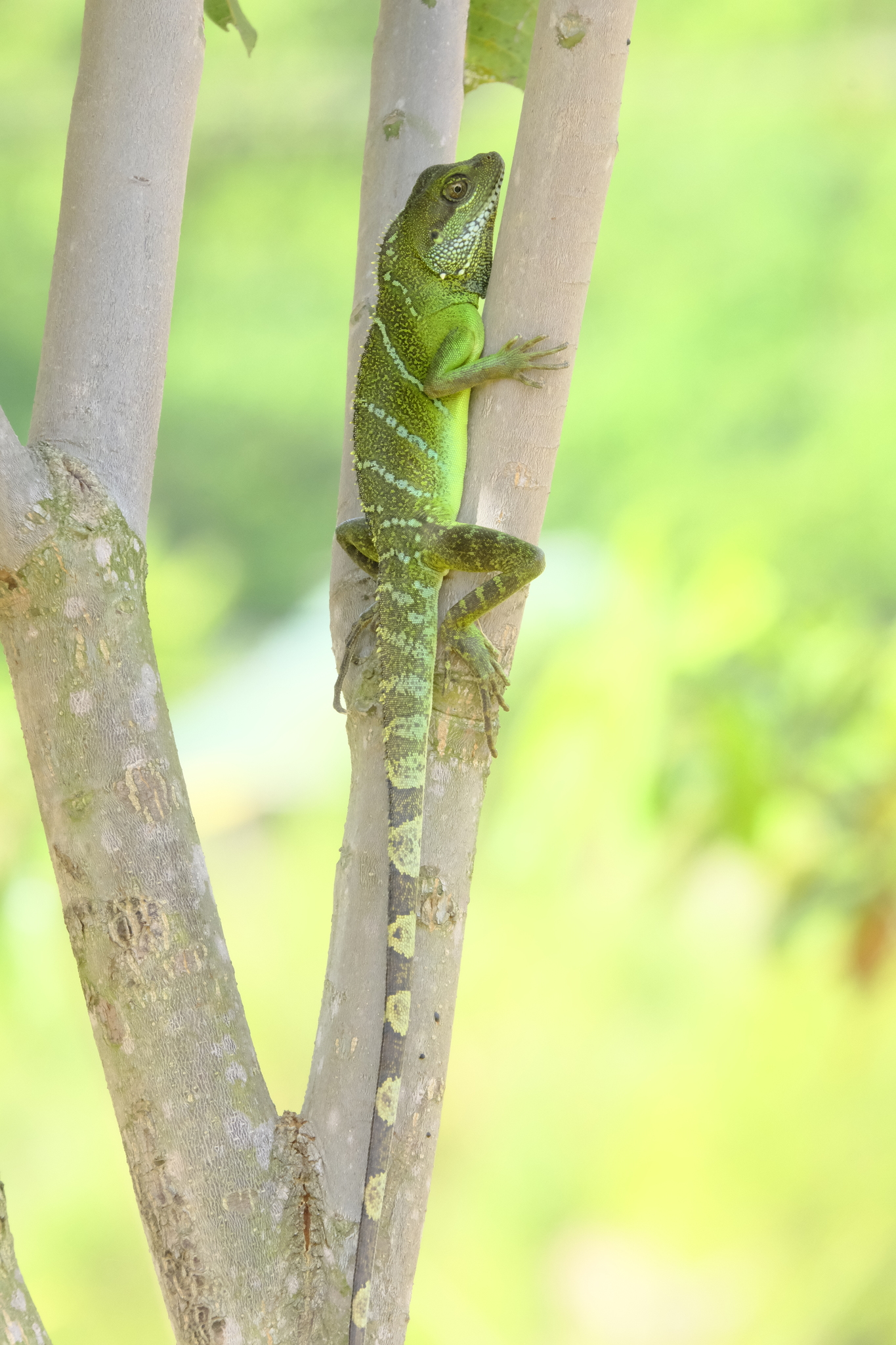
في جنوب فيتنام
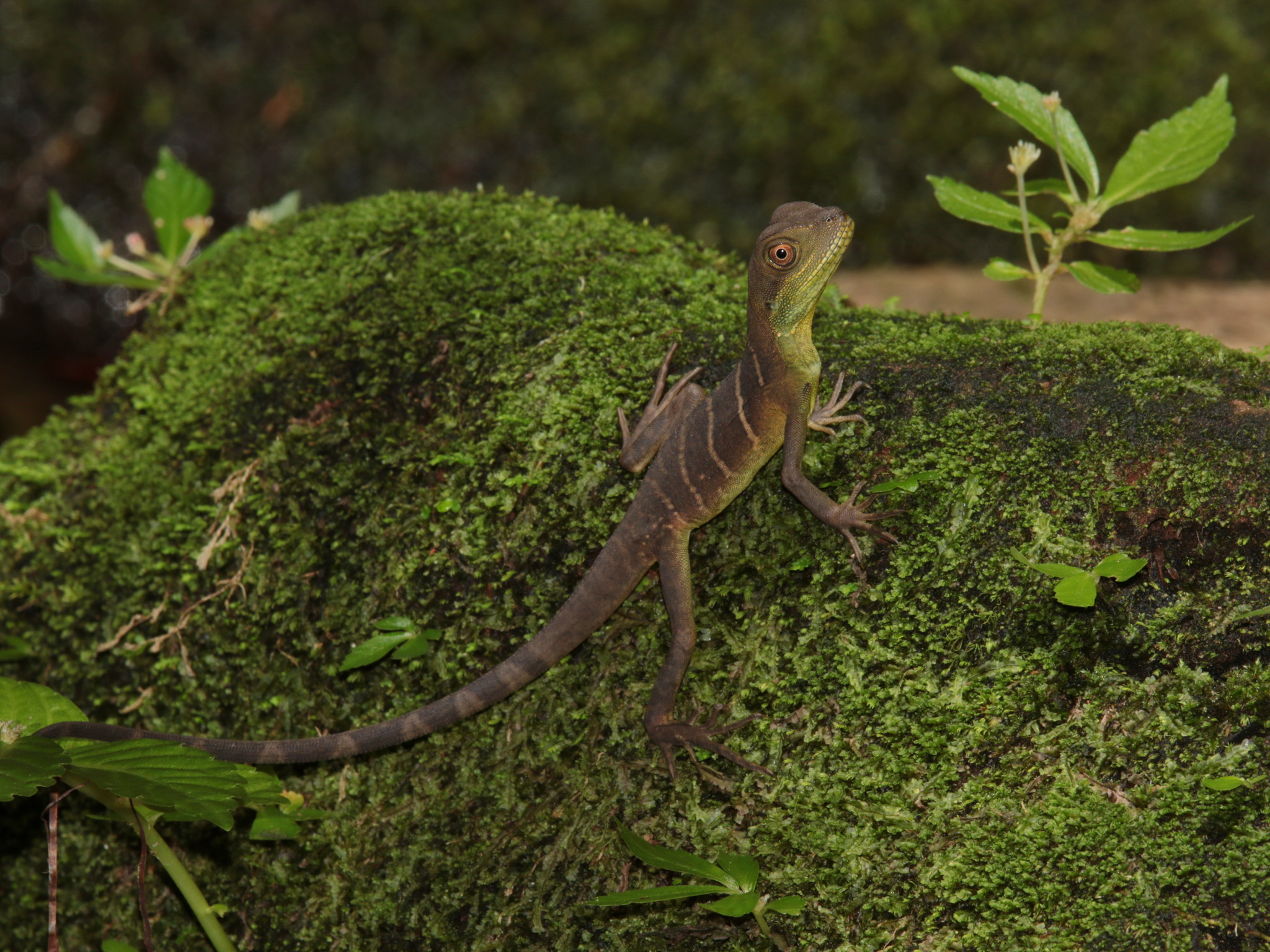
قاصر في منطقة سيكا ، تايلاند
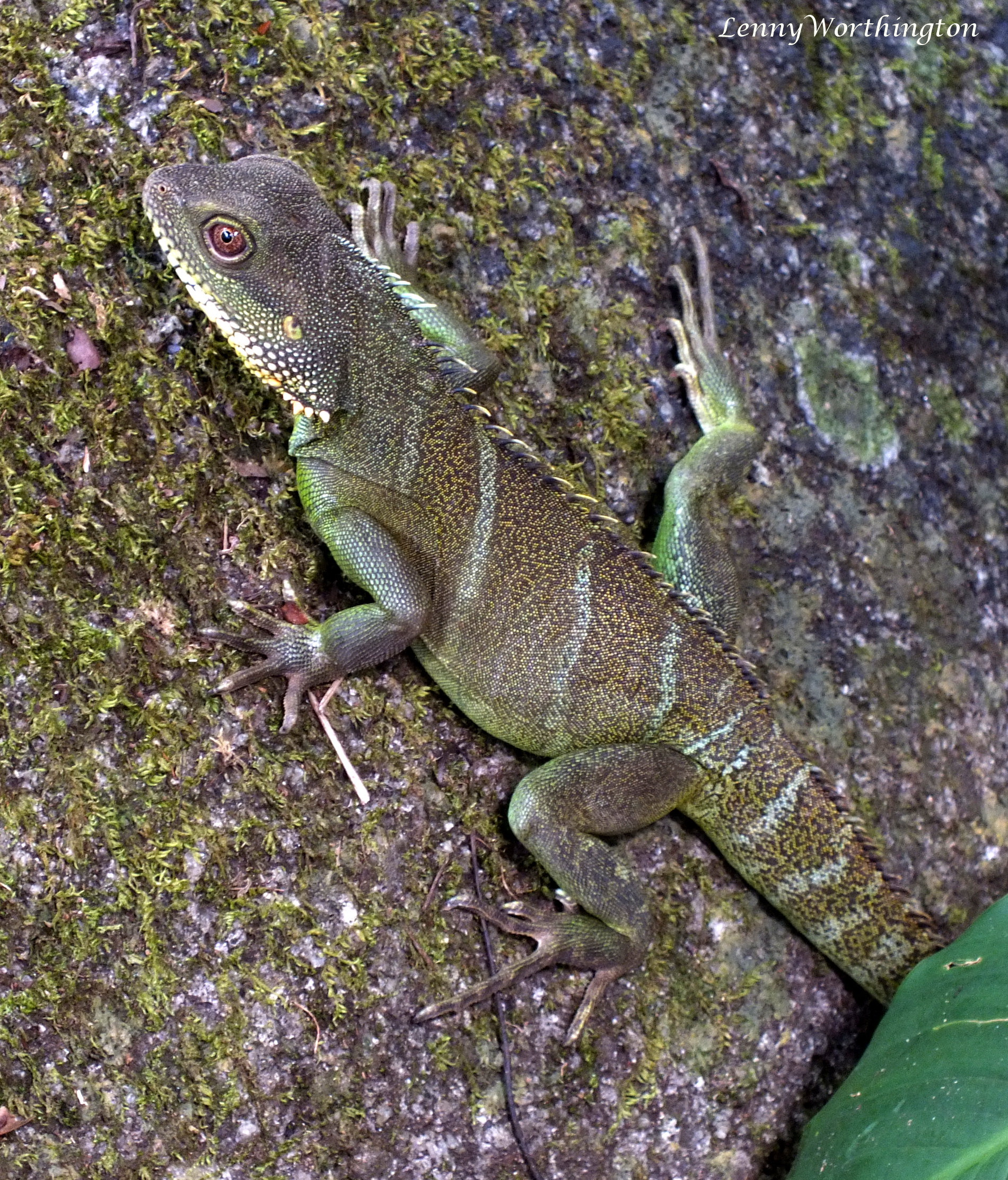
في حديقة نامتوك فيليو الوطنية، تايلاند
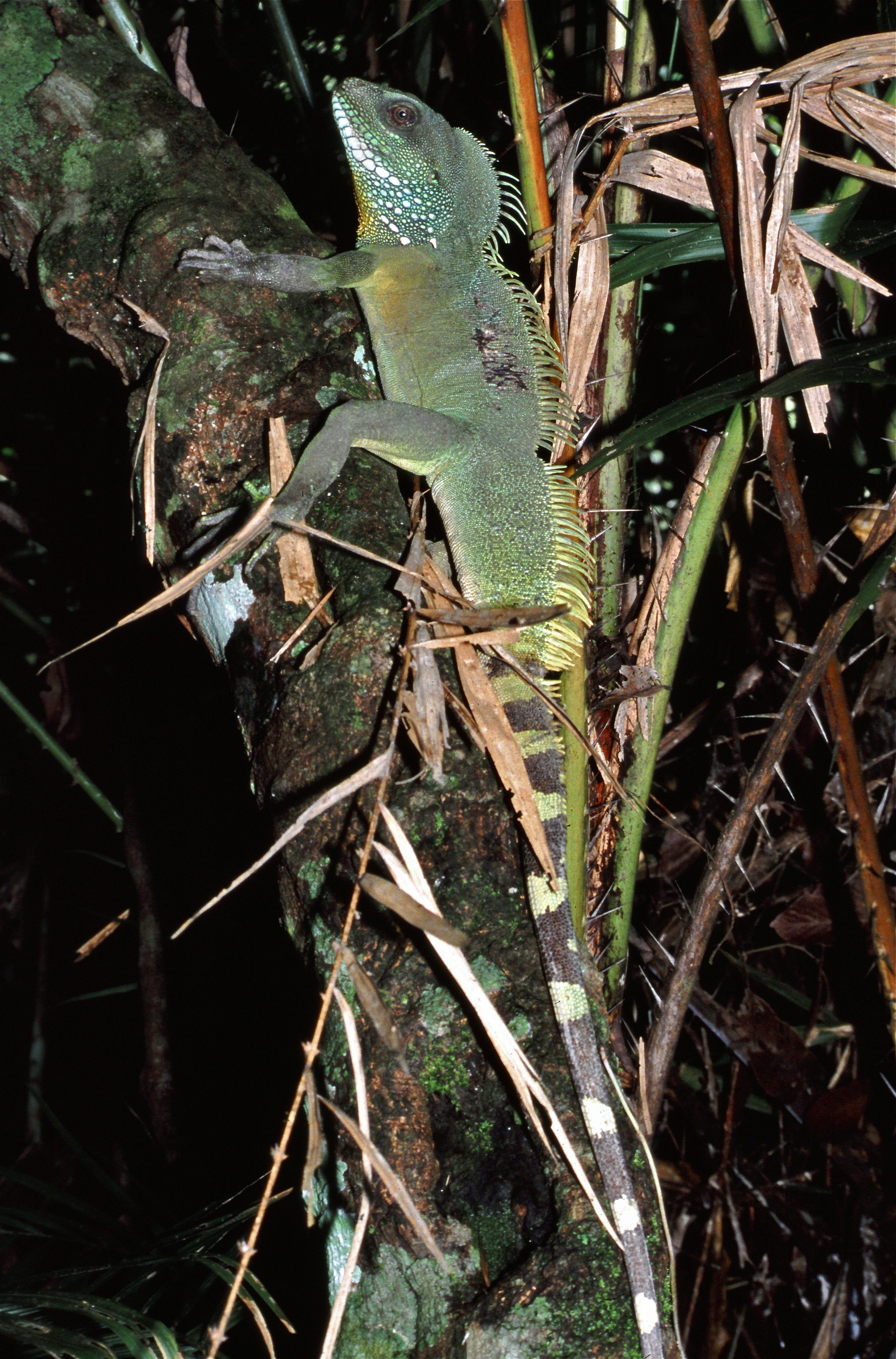
في حديقة خاو ياي الوطنية، تايلاند
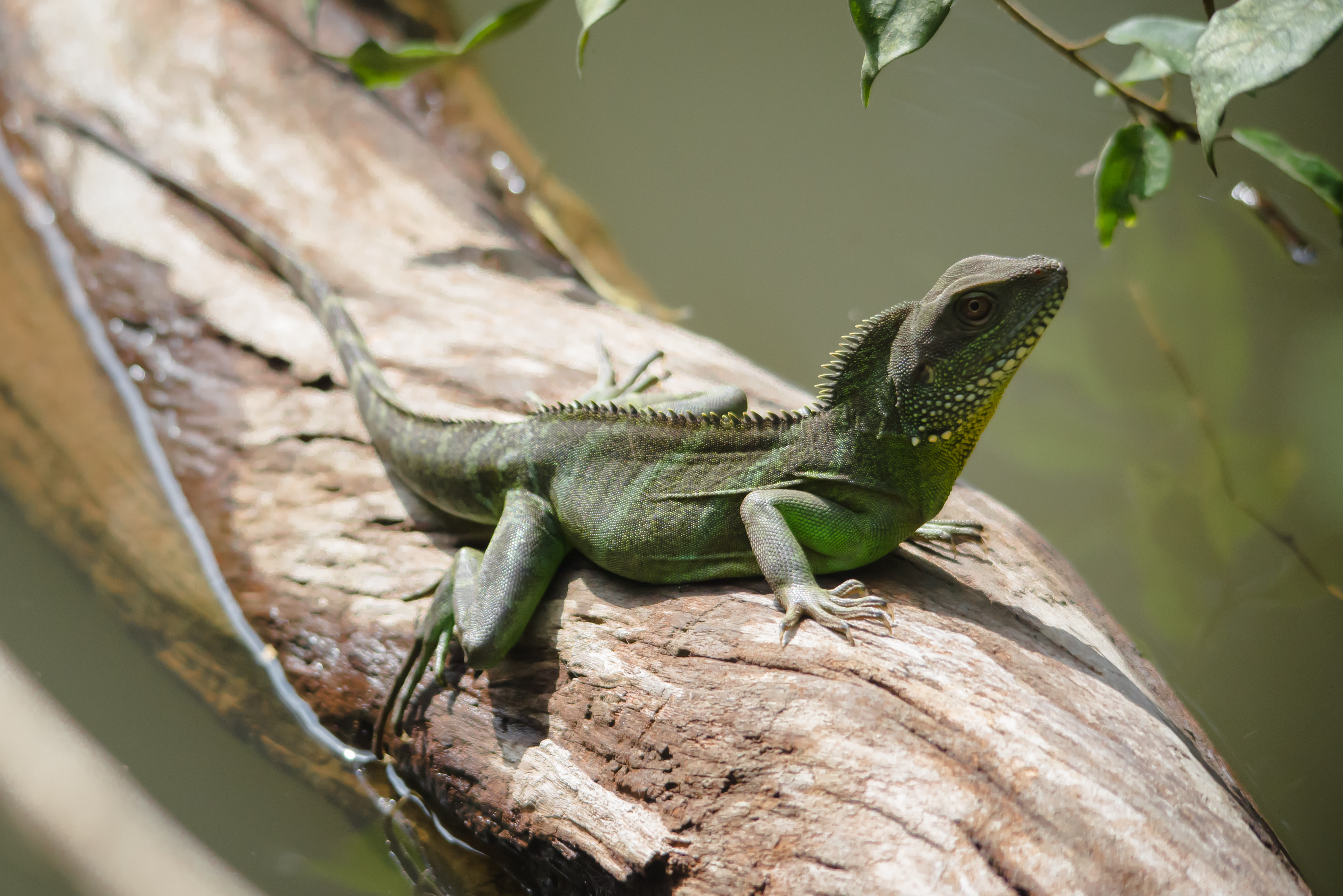
في حديقة خاو ياي الوطنية، تايلاند
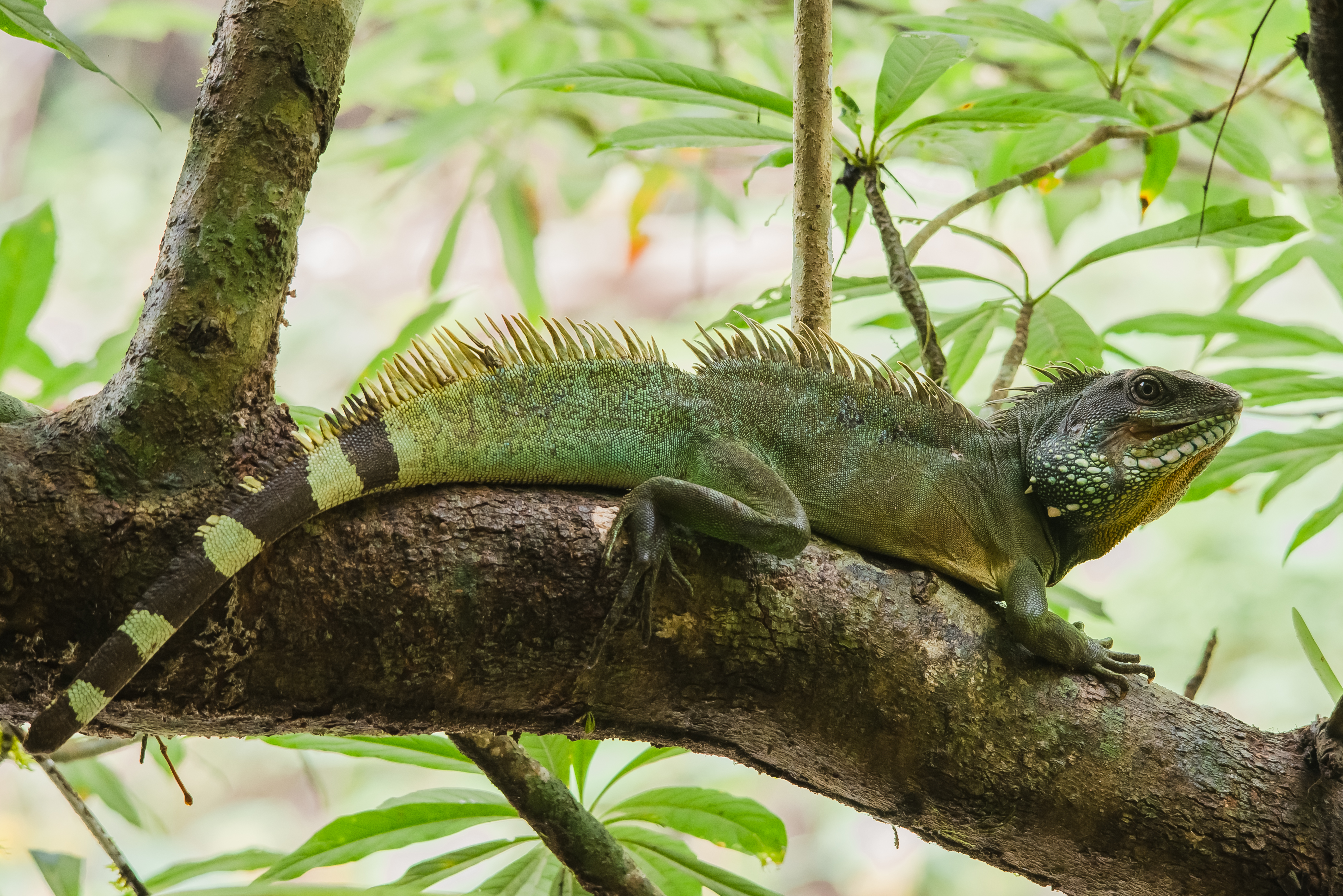
في حديقة خاو ياي الوطنية، تايلاند
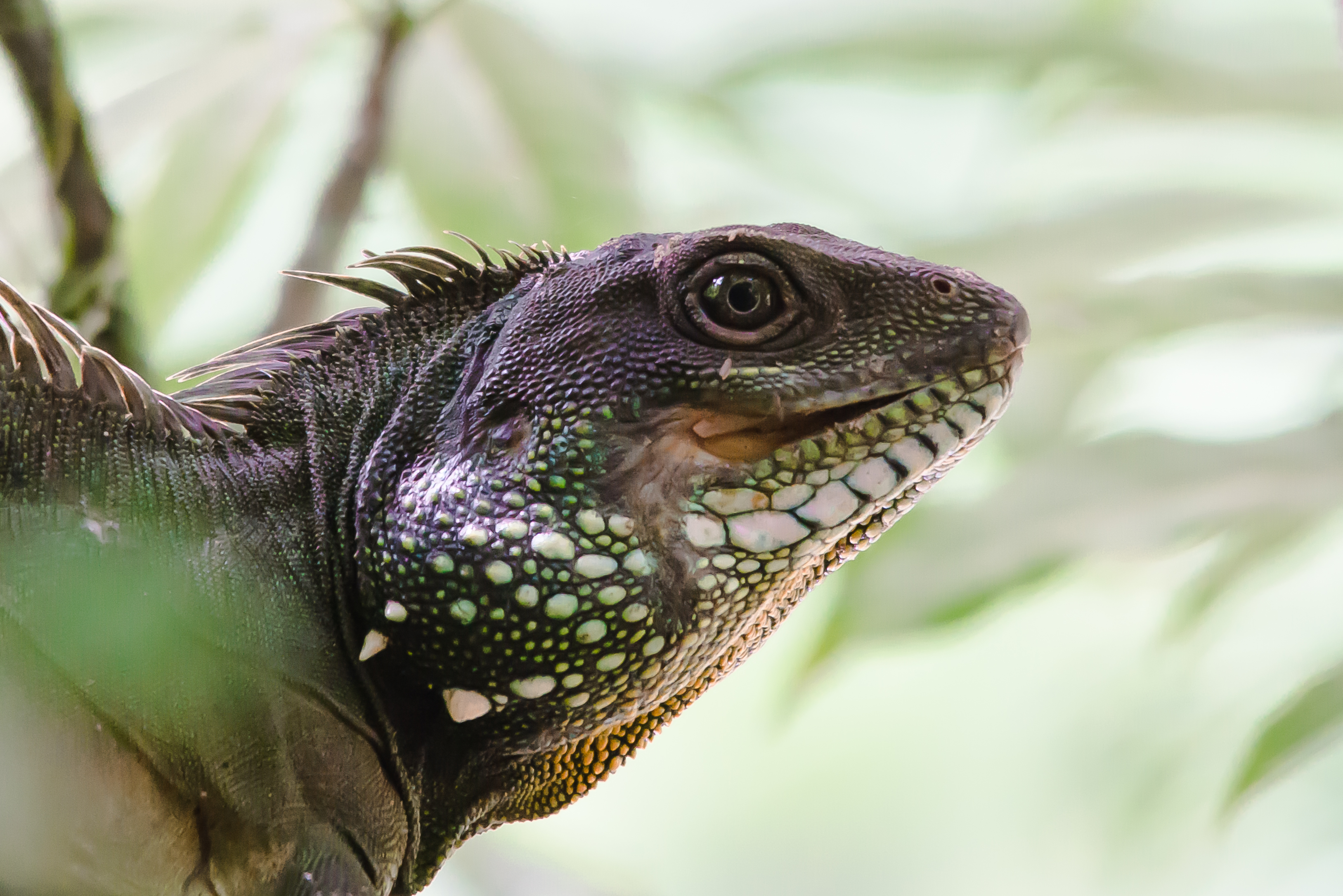
منظر تفصيلي للرأس (محمية خاو ياي الوطنية، تايلاند)

### الأفراد الأسرى

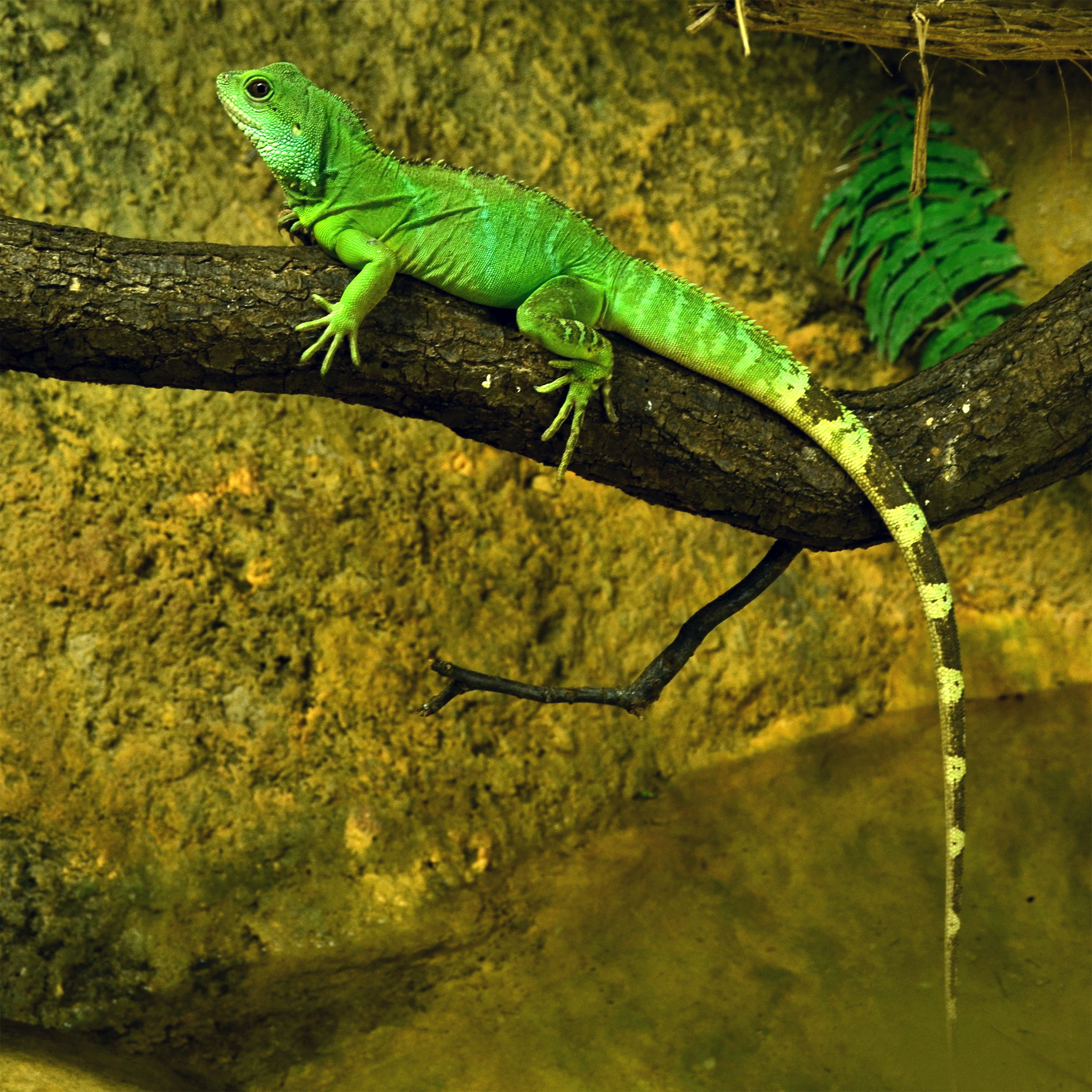
في حديقة حيوان دامنيفيل
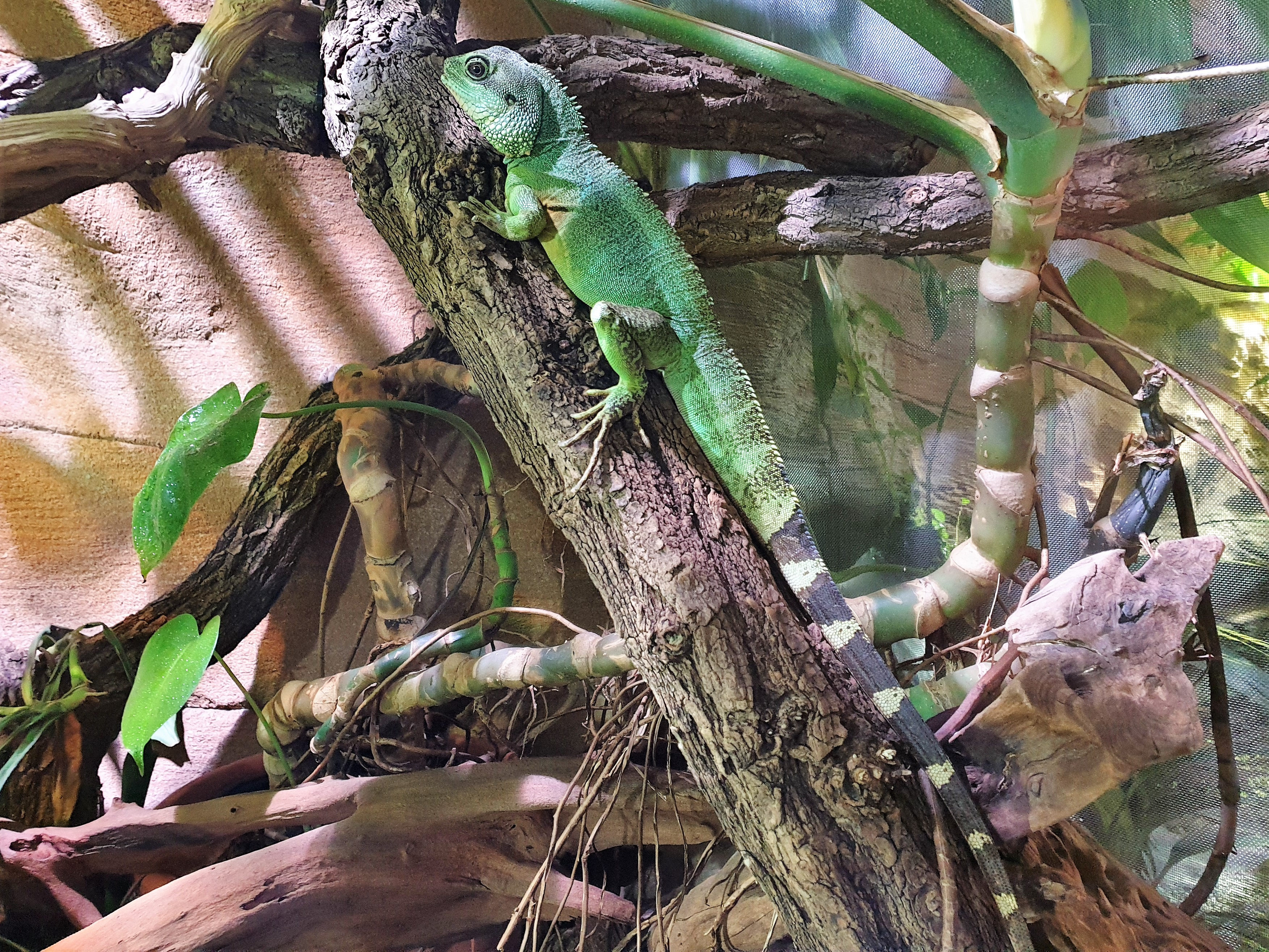
في سي لايف هانوفر
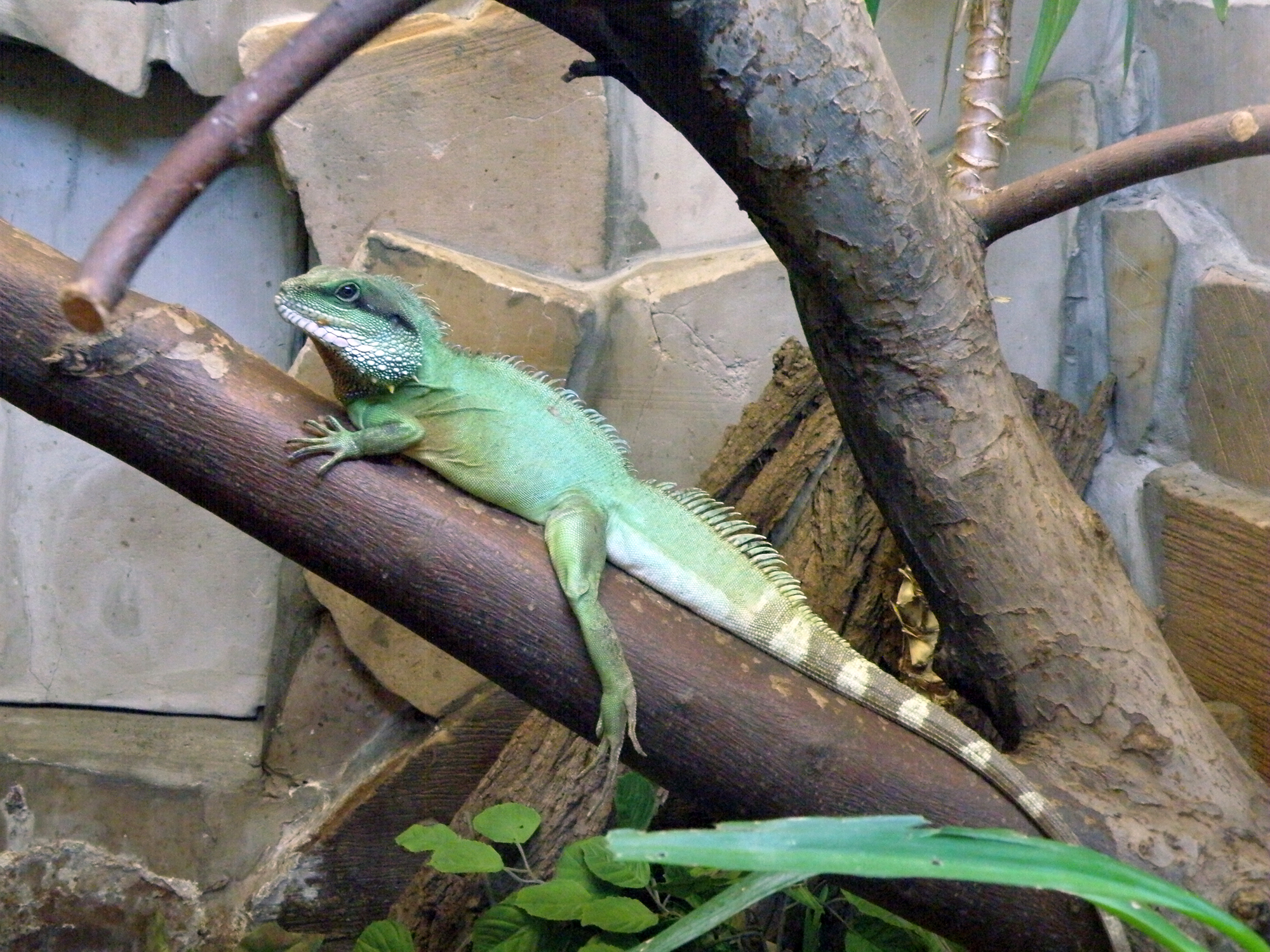
في حديقة حيوان وارسو
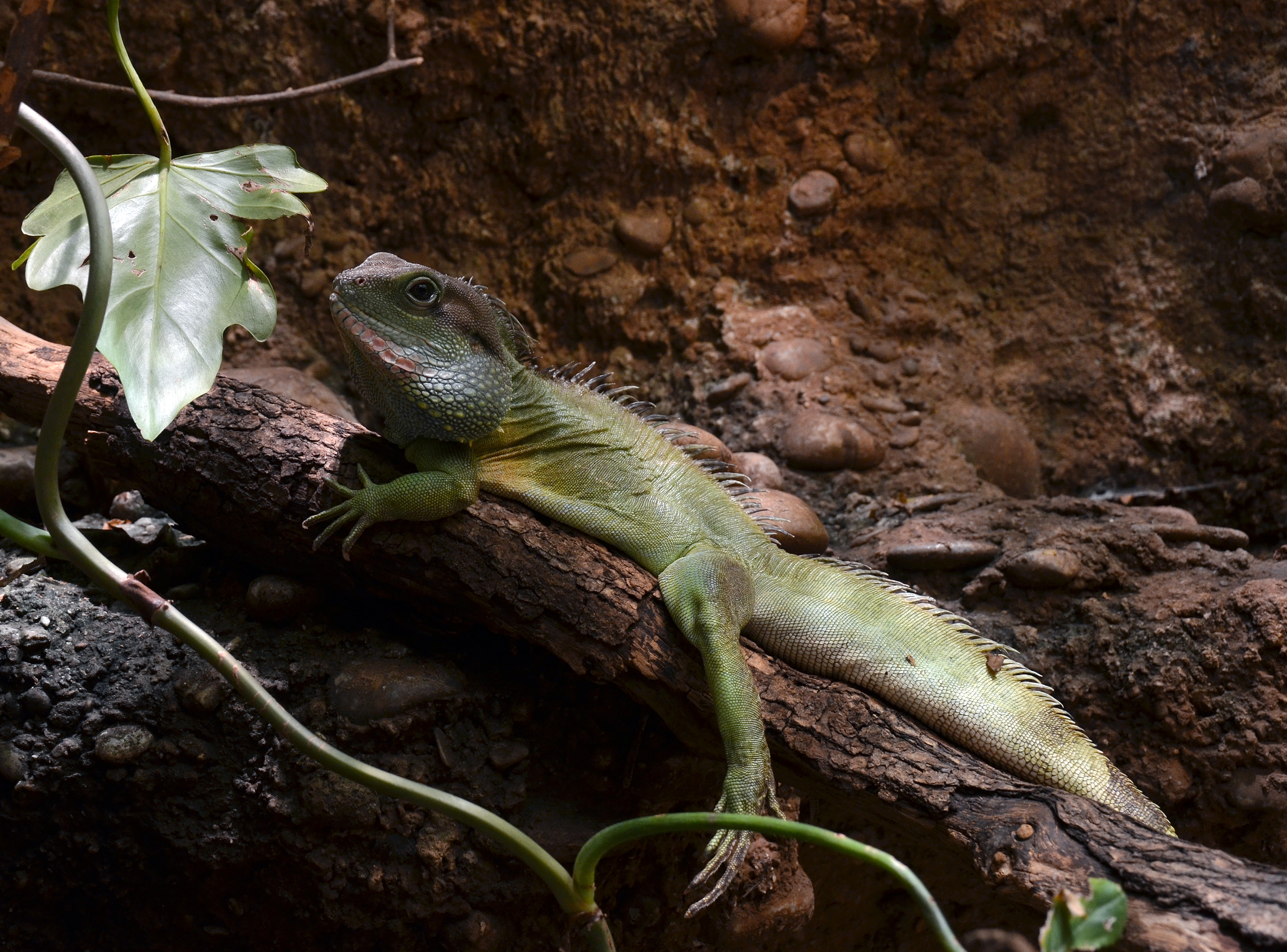
في حديقة حيوان بازل
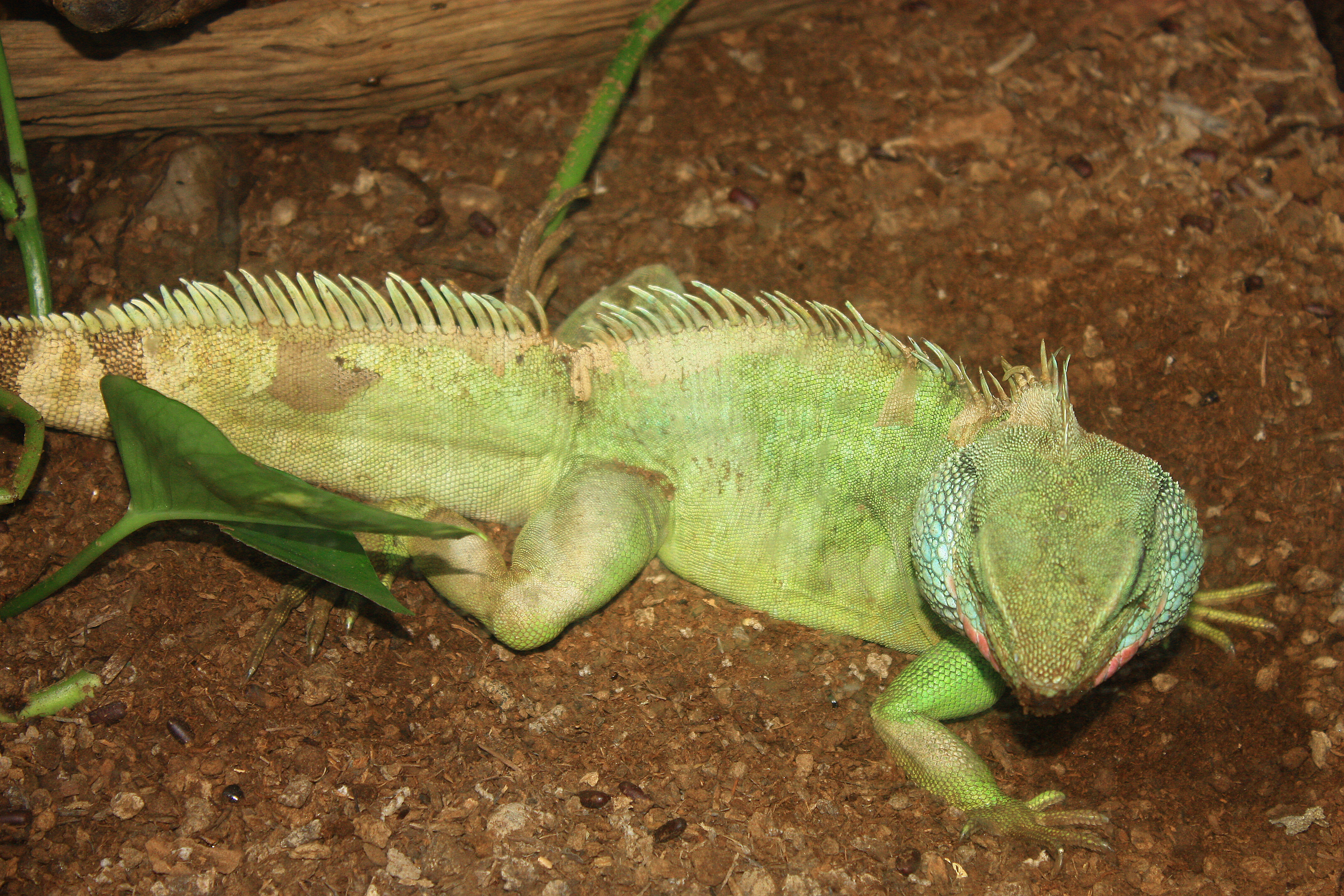
في Palmiarnia Poznańska [الإنجليزية]
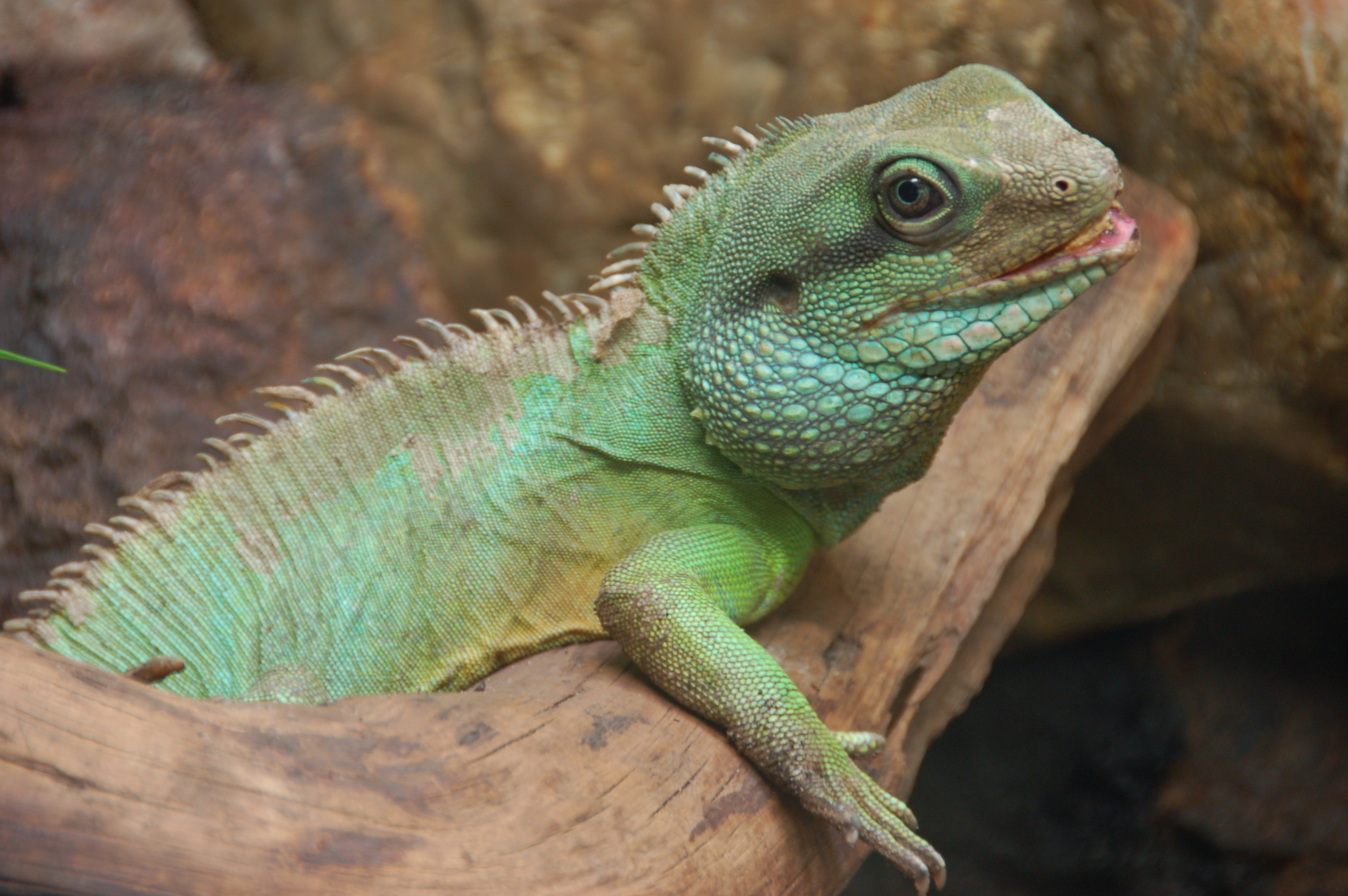
في حديقة حيوان أمستردام
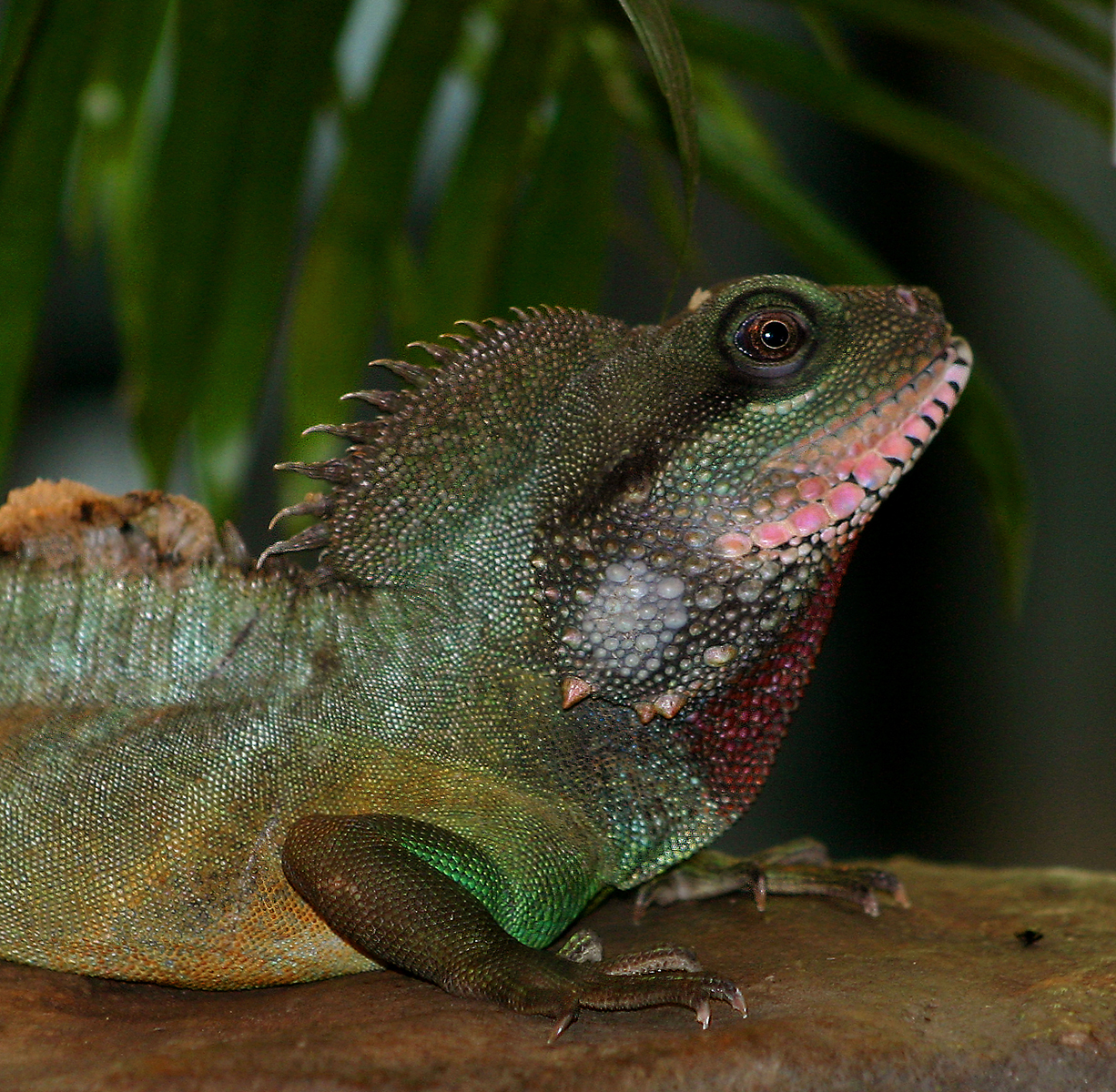
في حديقة حيوان آلبورج
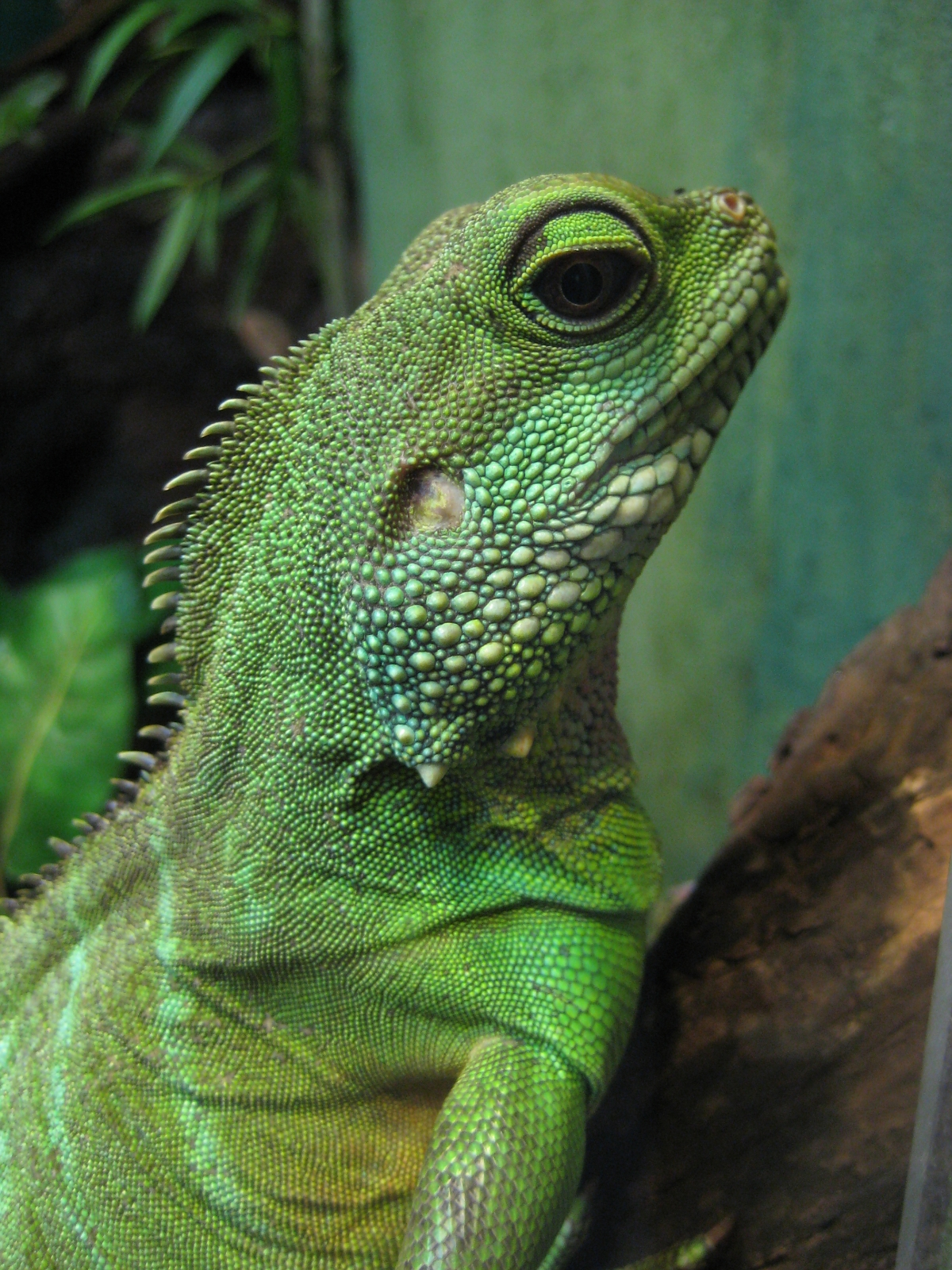
منظر تفصيلي للرأس ( حديقة حيوان تورنتو )
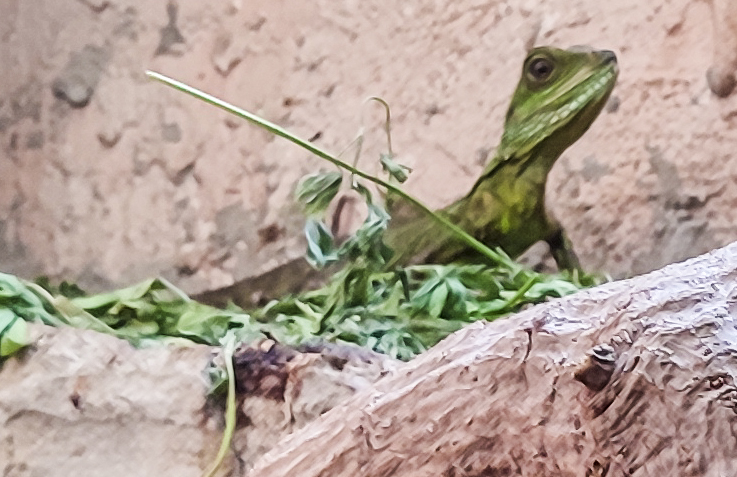
من الحدائق العجيبة لبوقنادل في المغرب

## روابط خارجية
- رعاية تنين الماء الصيني
- ورقة رعاية تنين الماء الصيني